# Lion (astrologie)
Pour les articles homonymes, voir Lion (homonymie).
 (février 2021).
Améliorez-le ou discutez des points à vérifier. 
Le signe astrologique du Lion, de symbole ♌︎, est lié aux personnes nées entre le 23 juillet et le 22 août en astrologie tropicale. Il correspond pour celle-ci (la plus populaire en Occident) à un angle compris entre 120 et 150 degrés comptés sur l'écliptique (le cercle des signes du zodiaque) à partir du point vernal. Il est associé à la constellation du même nom en astrologie sidérale.

## Origine, mythologie
La constellation du Lion est connue des Mésopotamiens.
Connue des anciens Égyptiens, mentionnée par Aratus puis identifiée comme l'une des 48 constellations par Claude Ptolémée dans son Almageste, elle correspondrait dans la mythologie grecque au lion de Némée, tué par Héraclès lors du premier de ses douze travaux.

## Astrologie
Le Lion est un signe fixe lié à l'élément classique de feu, principe d'énergie et d'enthousiasme qu'il partage avec le Bélier et le Sagittaire.
Sa planète maîtresse est le Soleil.
Dans son Tetrabiblos, Claude Ptolémée rejette les décans, dont les maîtres nous sont toutefois connus par Teukros (Ier siècle apr. J.-C.) : le 1er décan du Lion est gouverné par Saturne, le 2e par Jupiter et le 3e par Mars.
Son signe opposé et complémentaire est le Verseau.

### Ères du Lion et du Verseau
Jean-Charles Pichon attribue au signe du lion et à son ère zodiacale le concept des divinités solaires (puis du tonnerre), l'institution de la royauté, la plus noble conquête de l'homme (c'est-à-dire l'élevage du cheval), l'invention de la roue, entre autres inventions très impressionnantes qui instituèrent une nostalgie durable du dieu mort et la sauvegarde de ses mythes sous des formes renouvelées. Par exemple : la monarchie continua d'exister de façon prépondérante pendant toutes les ères suivantes (premiers empires gémiques, prêtres-rois tauriques…), avant de finalement déchoir sous le Verseau, son opposé polaire.

## Illustrations

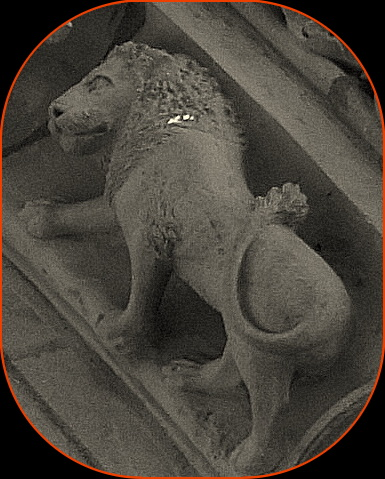
Portail nord de la cathédrale de Chartres.
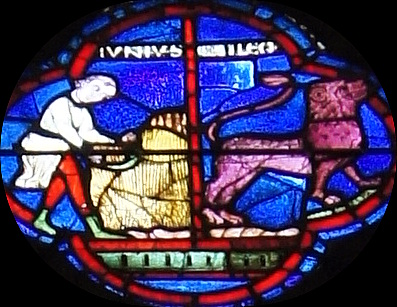
Vitrail sud de la cathédrale de Chartres.
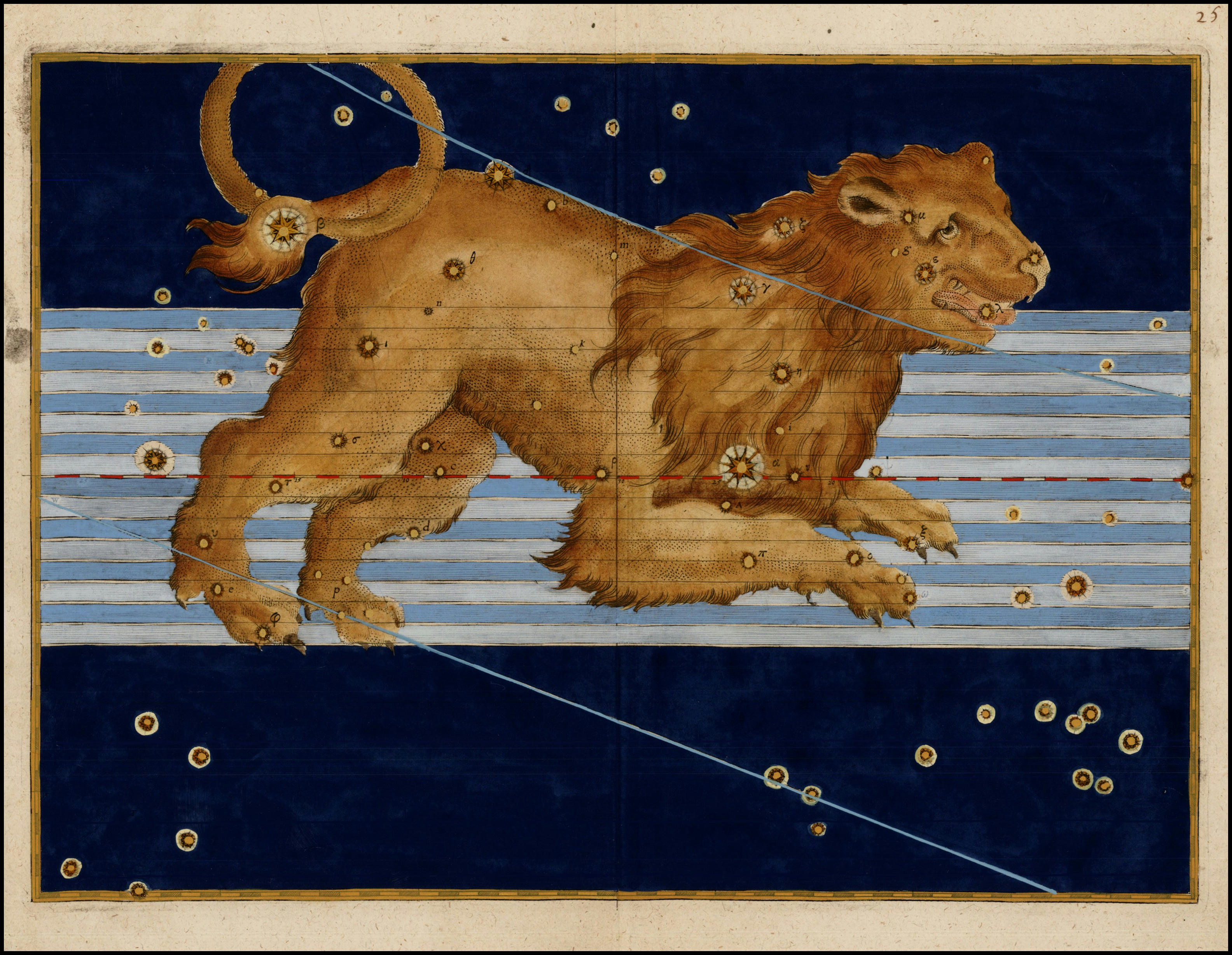
Le Lion par Johann Bayer.